# 赫·乔·威尔斯环形山
赫·乔·威尔斯环形山（H. G. Wells）是位于月球背面北半部一座古老的大撞击坑，约形成于45.5-39.2亿年前的前酒海纪，其名称取自英国著名小说家暨新闻记者、政治家赫伯特·乔治·威尔斯(1866年-1946年)，1970年被国际天文学联合会正式批准接受。

## 描述

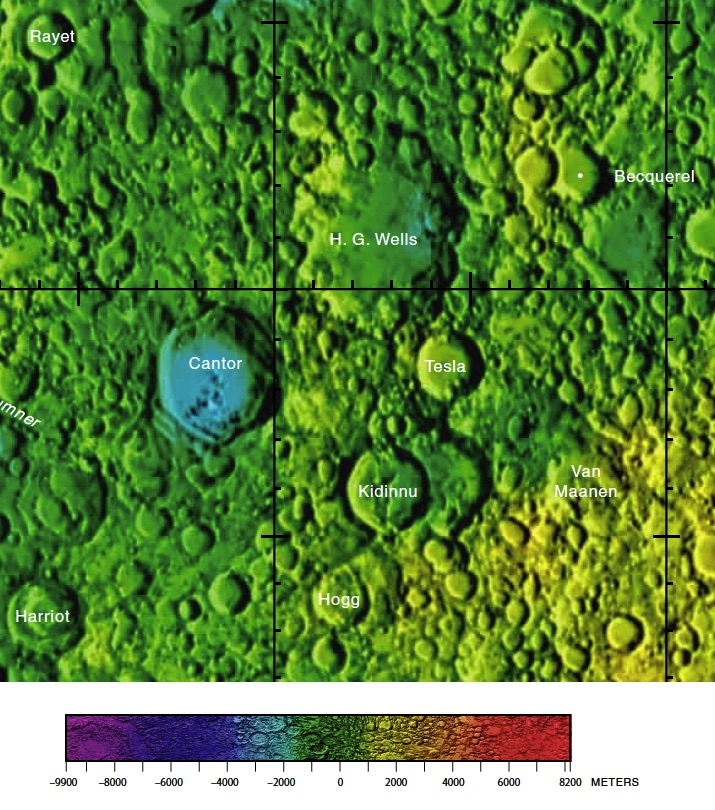
赫·乔·威尔斯环形的周边，月球背面区域详图。

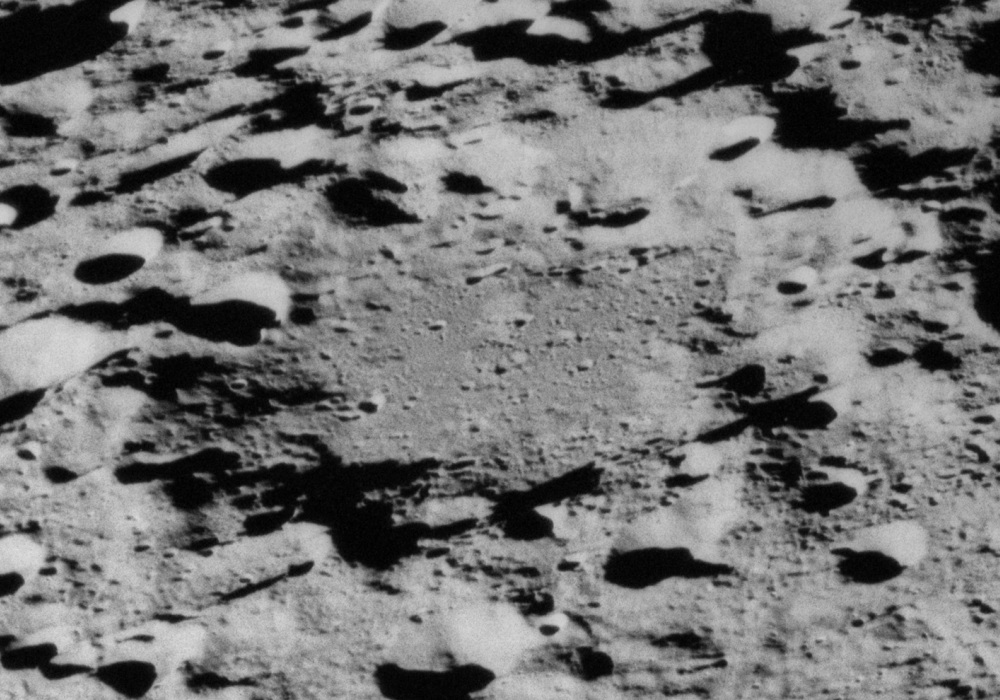
阿波罗16号测绘相机拍摄的斜视图

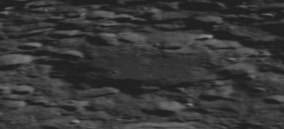
阿波罗14号哈苏相机拍摄的斜视图

该陨坑北面坐落了密立根环形山、东侧毗邻贝克勒尔环形山、康托尔环形山位于它的西南、东南则靠近特斯拉陨石坑。
该陨坑中心月面坐标为40°50′N 122°38′E / 40.84°N 122.63°E，直径108.90公里，深度约2.88公里。
赫·乔·威尔斯环形山的原始坑壁几乎已完全被夷平，沿边缘覆盖了一系列大大小小的撞击坑，形为一圈环绕坑底的嶙峋山丘和崎岖的谷地。坑内地表相对平整，部分地区略有微起伏，可能已被熔岩抚平，坑底只散布有一些微小的坑穴。
英国作家赫伯特·乔治·威尔斯以他著名的科幻小说《月球上最早的人类》，而获得了以其名字命名一座月球陨石坑荣誉。

## 卫星陨石坑
按照惯例，最靠近赫·乔·威尔斯环形山的卫星坑在月图上以字母标注在该坑中心点的旁边。

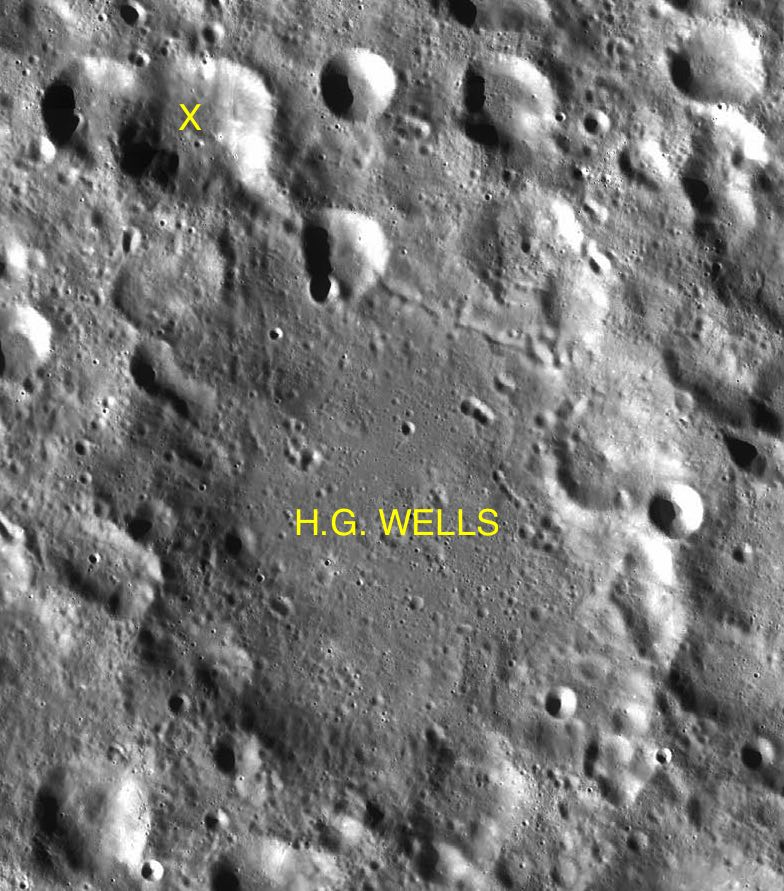
LAC-30 区域图

| 赫·乔·威尔斯 | 纬度     | 经度      | 直径     |
| ------------ | -------- | --------- | -------- |
| X            | 40.70° N | 122.80° E | 114 公里 |

## 另请参阅
- Andersson, L. E.; Whitaker, E. A. . NASA RP-1097. 1982.
- Blue, Jennifer. . USGS. July 25, 2007  [2007-08-05]. （原始内容存档于2015-05-26）.
- Bussey, B.; Spudis, P. . New York: Cambridge University Press. 2004. ISBN 978-0-521-81528-4.
- Cocks, Elijah E.; Cocks, Josiah C. . Tudor Publishers. 1995. ISBN 978-0-936389-27-1.
- McDowell, Jonathan. . Jonathan's Space Report. July 15, 2007  [2007-10-24]. （原始内容存档于2015-01-12）.
- Menzel, D. H.; Minnaert, M.; Levin, B.; Dollfus, A.; Bell, B. . Space Science Reviews. 1971, 12 (2): 136–186. Bibcode:1971SSRv...12..136M. doi:10.1007/BF00171763.
- Moore, Patrick. . Sterling Publishing Co. 2001. ISBN 978-0-304-35469-6.
- Price, Fred W. . Cambridge University Press. 1988. ISBN 978-0-521-33500-3.
- Rükl, Antonín. . Kalmbach Books. 1990. ISBN 978-0-913135-17-4.
- Webb, Rev. T. W.  6th revised. Dover. 1962. ISBN 978-0-486-20917-3.
- Whitaker, Ewen A. . Cambridge University Press. 1999. ISBN 978-0-521-62248-6.
- Wlasuk, Peter T. . Springer. 2000. ISBN 978-1-85233-193-1.